# Символ Сінгапуру

Символ Сінгапуру у вигляді голови лева.

Символ Сінгапуру у вигляді голови лева запропонували в 1986 році як альтернативний державний символ. Логотип у вигляді голови лева обрали, оскільки він найкраще ілюструє репутацію Сінгапуру як міста лева. Його використовують за менш офіційних нагод для про промоції сінгапурської національної ідентичності.
Коли його вперше продемонстрували, деяка частина громадськості вважала, що лев повинен дивитись направо, щоб відображати погляд звернений вперед. Однак, вирішили залишити початковий спрямований наліво варіант.